# Vポイント

Vポイントのロゴマーク

Vポイント（ブイポイント）は、カルチュア・コンビニエンス・クラブ株式会社(CCC)のグループ会社であるCCCMKホールディングス株式会社（CCCMKHD）が運営するポイントプログラム（共通ポイント）である。

## 概要
CCCMKHDが運営していたTポイントの名称を変更し、2024年4月22日に開始した。これに合わせて、ロゴマークもTポイントの青と黄色を引き継いだ現在のものに変更した。
2024年1月9日にCCCMKHDは、三井住友カード株式会社(SMCC)と連名で、同年4月22日にVポイントを開始する事を発表した。
2024年4月22日に予定通り、Vポイントが開始され、同日に記念イベントが開催された。イベントでは小栗旬及び吉高由里子も登壇し、マスメディア、ウェブメディア、ジャーナリストのみならず、動画配信者（YouTuber）、ブロガー、インフルエンサーらも取材に訪れた。

### 経緯
2003年にCCCは、CCCが展開するTSUTAYAの会員証である「TSUTAYA会員証」（後の「Tカード」）を株式会社ローソン（2007年3月31日を以て終了）及び当時の新日本石油株式会社（現在のENEOS株式会社）に於いて提示するとTポイントが貯まるサービスを開始した。
2006年に当時の株式会社Tカード&マーケティング（後の株式会社Tポイント（TP））は、SMCCと提携し、SMCCのワールドプレゼント（個人用のクレジットカードでは2020年にVポイントに変更）をTポイントへ移行する事が出来るサービスを開始した（TポイントからVポイントへの変更に先駆けて2024年にVポイントからTポイントへの移行を終了）。
2012年にCCCは、株式会社Tポイント・ジャパン（現在のCCCMKHD）を設立し、同社にTポイントに関する事業を承継した。
2022年に株式会社三井住友フィナンシャルグループ（SMFG）、SMCC、CCC、CCCMKHDは、SMBCグループとCCCグループとの間の資本・業務提携に関する基本合意を締結、2023年に最終合意を締結した。これに基づいて、同年にSMFG及びSMCCは、CCCMKHDに出資した。また、同年にCCCMKHDは、TPを吸収合併した。
2024年にCCCMKHDは、前述した通り、Tポイントの名称をVポイントに変更した。これに合わせて、SMCCは、後述する通り、Vポイントとの連携を開始した。

### 評価
株式会社日本経済新聞社（日経）が2024年6月4日に発表した日経MJ2024年上期ヒット商品番付では、「新生Vポイント」として東前頭三枚目に番付された。
株式会社日経ビーピー（日経BP）が出版する日経トレンディが同年10月31日に発表した2024年ヒット商品ベスト30では、第3位となった。
SMBCコンサルティング株式会社が同年11月27日に発表した2024年ヒット商品番付では、西大関に番付された。

## ポイント
Vポイントは、原則としてTポイントの仕組みを踏襲している。この為、SMCCは、ID連携するに当たって、ポイントサービスの変更を余儀なくされた（「#2024年改定のVポイント」も参照）。

### 名称
Vポイントの名称は、SMCCが運営していた同名のポイントサービスに由来し、SMCCが取り扱うVisaブランドの頭文字である「V」を冠したとSMCCは説明している。
このような経緯から、Vポイント及びこれに関連する名称は、CCCMKHD及びSMCCの両社の商標である。
なおID連携をした場合、V会員ネットサービス(旧T会員ネットサービス)に三井住友のサービスが入っているため、システム上は旧Tポイントのシステムに旧Vポイントのサービスが吸収される形になっている。これによりシステム自体は、旧Tポイントに合わせているが、名称はVポイントになっているため、CCC側にとっては名を捨てて実を取る統合となっている。

### 仕組み
Vポイントは、様々な方法で貯める事が出来、様々な方法で使う事が出来る。
Vポイントの有効期限は、最終変動日から1年間である為、有効期限の間に利用があれば更に1年間延長されるが、利用がなければ失効する。但し、期間固定Vポイント及びストア限定Vポイントは、有効期限が延長されない。

## ポイントカード
ポイントカードは、スマートフォン用のアプリケーションソフトウェア（モバイルアプリケーション）を利用するモバイルVカード、プラスチック製の磁気ストライプカード、紙製の仮カードがある。但し、一部の加盟店では、磁気ストライプカードを利用する事が出来ない。

### モバイルVカード
モバイルVカードは、CCCMKHD又は提携先が提供するアプリで利用する事が出来る（対応するアプリは「#モバイルVカードに対応するアプリ」を参照）。
2016年にモバイルTカードとして開始し、2024年に現在の名称に変更した。
磁気ストライプカードを発行しなくても利用する事が出来るが、磁気ストライプカードを登録するとモバイルVカードと磁気ストライプカードでVポイントを共有する事が出来る。
利用する際に電話認証が必要な事があり、予め登録を行った電話番号からアプリで指定された電話番号に架電をする必要があるが、1～2回呼び出しを行ったあとに切断され、認証が完了するので通話料金は一切かからない。
モバイルVカードを有効化する場合は、双方の間で登録情報や利用履歴の相互開示が行われる場合があるため、約款を必ず確認する事。
VポイントPay、三井住友カード Vpassアプリ、三井住友銀行アプリでモバイルVカードを併用すると、アプリ切替時に毎回SMS認証が発生するため、1つのアプリで利用する事が推奨されている。

### キャラクターVポイントカード
キャラクターVポイントカードは、V会員が発行手数料を支払って購入する形式を採っている。券面には、Vポイントのロゴマークが描かれている。

#### 2024年発行
- 「名探偵コナン Vポイントカード」[42][43]
- 「オシャレ魔女 ラブ and ベリー Vポイントカード」[44][45]
- 「倖田來未 Vポイントカード」[46][47]
- 「怪獣8号 Vポイントカード」[48][49]
- 「Fate/Grand Order Vポイントカード」[50][51]
- 「PetiTEEN Vポイントカード」[52][53]
- 「夜のクラゲは泳げない Vポイントカード」[54][55]
- 「黒執事 -寄宿学校編- Vポイントカード」[56][57]
- 「しゅごキャラ! Vポイントカード」[58][59]
- 「劇場版『ウマ娘 プリティーダービー 新時代の扉』 Vポイントカード」[60][61]
- 「DOBERMAN INFINITY Vポイントカード」[62][63]
- 「時々ボソッとロシア語でデレる隣のアーリャさん Vポイントカード」[64][65]
- 「僕のヒーローアカデミア Vポイントカード」[66][67]
- 「斉藤朱夏 Vポイントカード」[68][69]
- 「みいるか Vポイントカード」[70][71]
- 「B-PROJECT Vポイントカード」[72][73]
- 「西沢5㍉ Vポイントカード」[74][75]
- 「岬なこ Vポイントカード」[76][77]
- 「宝鐘マリン Vポイントカード」[78][79]
- 「機動戦士ガンダム 水星の魔女 Vポイントカード」[80][81]
- 「i☆Ris Vポイントカード」[82][83]
- 「カオミン Vポイントカード」[84][85]
- 「千種みのり Vポイントカード」[86][87]
- 「WILD BLUE Vポイントカード」[88][89]
- 「アニメ「ぼっち・ざ・ろっく!」 Vポイントカード」[90][91]
- 「来栖りん Vポイントカード」[92][93]
- 「TIE Vポイントカード」[94]
- 「EXPO2025 ミャクミャク Vポイントカード」[95]

#### 2025年発行
- 「すとぷり Vポイントカード」[96]
- 「吉乃 Vポイントカード」[97]
- 「女子研究大学 Vポイントカード」[98]
- 「学園アイドルマスター Vポイントカード」[99]
- 「パンどろぼう Vポイントカード」[100]
- 「ハローキティ Vポイントカード」[101]
- 「ナオト・インティライミ Vポイントカード」[102]
- 「TVアニメ「TO BE HERO X」 Vポイントカード」[103]
- 「UVERworld Vポイントカード」[104]
- 「TVアニメ「ささやくように恋を唄う」 Vポイントカード」[105]

### 金融機関等が発行するVポイントカード
金融機関等が発行するポイントカードは、発行に当たって審査が行われる場合があり、その結果によっては発行が見送られる場合もある（発行が見送られた場合は代替のポイントカードは発行されない）。券面には、Vポイントのロゴマークが描かれている。
- 「モビットカード（Vポイントカード一体型）」 （三井住友カード株式会社）[106][107]
- 「Vポイント付きカードローン（一体型）[注 8]」 （スルガ銀行株式会社[注 9]）

### Tカード
TポイントからVポイントへの変更に伴い、「T」を冠したサービスの名称が「V」を冠したものに変更されたが、金融機関等が発行するものなど一部を除き、既に発行されている「Tカード」の名称は変更しないとしている。
なお、既に発行されている「Tカード」（旧TSUTAYA会員証を含む）は、TポイントがVポイントに変更された後も継続して利用する事が出来る。但し、「Tカード」の発行を終了し、後述する仮カードを配布する提携先もある。

### 仮カード
磁気ストライプカードを発行していない提携先では、モバイルVカードへの登録を前提とした、紙製の仮カードを配布している。仮カードは、初回利用から5年以内にモバイルVカードの登録を行わないと仮カードが失効するほか、モバイルVカードの登録を行うと仮カードで貯めていたVポイントはモバイルVカードへと引き継がれ、仮カードは無効となる。
富士シティオのVポイント取扱店舗では2024年7月31日をもってTカードの発行受付を終了し、翌8月1日からは仮カードを配している。

## 利用方法

### 貯める

#### ポイントカードで貯める
ポイントカードをTSUTAYA、蔦屋書店、その他の加盟店で提示すると、Vポイントを貯める事が出来る。利用出来るポイントカード（モバイルVカード・Vポイントカード）は加盟店によって異なるため、事前に確認が必要。

#### Vポイント利用登録で貯める
TSUTAYA ConditioningやENEOSでんき・ENEOS都市ガスといった加盟店ではVポイント利用登録を行うことによって毎月の利用料金に応じたVポイントを貯めることが出来る。
このほか、ファミペイ（ファミリーマート）、EneKey・モバイルEneKey（ENEOS）、Scan&Go ignica（マルエツ）、クスリのアオキアプリ（クスリのアオキ）などのモバイルアプリや決済ツールにVポイントカードの情報を登録しておくことで、指定された店舗においてアプリやツールの利用・提示のみでポイントを貯めることが出来る。

#### 決済で貯める

##### クレジットカードで貯める
次の各社が発行するクレジットカードの利用でVポイントを貯める事が出来る（ポイント交換のみによるものは記載していない）。鍵括弧内は、Vポイントが貯まるクレジットカードの一例を示す（新規の申込を受け付けているものに限る）。
SMCCが発行するクレジットカード（CCCMKHDと提携し発行する「モビットカードnext」を除く）の利用で貯まるVポイントは、他社が発行するクレジットカードの利用で貯まるVポイントとは取扱が異なる場合がある（後述）。
- 三井住友カード株式会社 - 「三井住友カード」、「Oliveフレキシブルペイ（クレジットモード）[注 18]」
- ポケットカード株式会社 - 「Vポイントカードプラス[注 16]」
- 株式会社アプラス - 「Vポイントカードプラス[注 16]」
- ニッセン・クレジットサービス株式会社 - 「n,カードJCB[注 16]」
- 株式会社ジャックス - 「ワイプラザVポイントカード[注 16]」
- 株式会社オリエントコーポレーション - 「エヌタスカード[注 16]」

##### デビットカードで貯める
次の各社が発行するデビットカードの利用でVポイントを貯める事が出来る。鍵括弧内は、Vポイントが貯まるデビットカードを示す（新規の申込を受け付けているものに限る）。
- 住信SBIネット銀行株式会社Vポイント支店 - 「V NEOBANKデビット+[注 19]」
- スルガ銀行株式会社Vポイント支店 - 「Vポイント付きVisaデビットカード スルガバンク[注 16]」
- 株式会社群銀カード - 「ぐんぎんVisaデビット[注 20][注 21]」
- 三井住友カード株式会社 - 「Oliveフレキシブルペイ（デビットモード）[注 18]」

##### プリペイドカードで貯める
次の各社が発行するプリペイドカードの利用でVポイントを貯める事が出来る。鍵括弧内は、Vポイントが貯まるプリペイドカードを示す（新規の申込を受け付けているものに限る）。
- CCCライフパートナーズ株式会社 - 「Vマネー[注 22]」
- 三井住友カード株式会社 - 「VポイントPay[注 19]」、「Oliveフレキシブルペイ（ポイント払いモード）[注 18]」[注 23]
- 株式会社アプラス - 「VALUECA[注 19]」

##### ショッピングクレジットで貯める
- 株式会社アプラス

##### 暗号資産で貯める
- 株式会社bitFlyer

#### 金融機関等で貯める

##### 銀行等で貯める
次の銀行、信用金庫、信用協同組合での取引でVポイントを貯める事が出来る（ポイント交換のみによるものは記載していない）。
- 株式会社三井住友銀行
- 住信SBIネット銀行株式会社Vポイント支店[注 24]
- 株式会社足利銀行
- スルガ銀行株式会社Vポイント支店[注 9]
- 株式会社SBI新生銀行
- 株式会社きらやか銀行
- 株式会社宮崎太陽銀行
- 興能信用金庫
- 長野県信用組合

##### 金融商品取引で貯める
次の各社での金融商品取引でVポイントを貯める事が出来る（ポイント交換のみによるものは記載していない）。
- SMBC日興証券株式会社
- 株式会社SBI証券

##### ローンで貯める
次の各社からの借入金の返済等でVポイントを貯める事が出来る。
- 三井住友カード株式会社 - SMBCモビット[注 25][注 26][107]
- SMBCコンシューマーファイナンス株式会社 - プロミス

### 使う
ID連携すると、SMCCのVポイントを合算して使う事が出来る。但し、ID連携せずに使う事も出来る。

#### V景品交換で使う
CCCMKHDが提供するV景品交換で使う事が出来る。2024年にTポイント商品交換から現在の名称に変更した。

#### ポイントカードで使う
ポイントカードをTSUTAYA、蔦屋書店、その他の加盟店で提示すると、1ポイントを1円分として使う事が出来る。

#### 決済で使う

##### クレジットカードで使う
次の各社が発行するクレジットカードの利用代金の支払に1ポイントを1円分として使う事が出来る。鍵括弧内は、Vポイントが貯まるクレジットカードの一例を示す（新規の申込を受け付けているものに限る）。
- 三井住友カード株式会社 - 「三井住友カード」、「Oliveフレキシブルペイ（クレジットモード）[注 18]」[123]

##### プリペイドカードで使う
次の各社が発行するプリペイドカードの残高へのチャージに1ポイントを1円分として使う事が出来る。鍵括弧内は、Vポイントが貯まるプリペイドカードを示す（新規の申込を受け付けているものに限る）。
- CCCライフパートナーズ株式会社 - 「Vマネー[注 22]」
- 三井住友カード株式会社 - 「VポイントPay[注 19]」、「Oliveフレキシブルペイ（ポイント払いモード）[注 18]」
- 株式会社アプラス - 「VALUECA[注 19]」

##### 後払い決済で使う
- GMOペイメントサービス株式会社

##### 暗号資産で使う
- 株式会社bitFlyer

#### 金融機関等で使う

##### 銀行で使う
次の各行での取引に1ポイントを1円分として使う事が出来る。
- 株式会社三井住友銀行[注 27]
- 住信SBIネット銀行株式会社Vポイント支店
- スルガ銀行株式会社[注 28]

##### 金融商品取引で使う
次の各社での金融商品取引に1ポイントを1円分として使う事が出来る。
- 株式会社SBI証券

##### ローンで使う
次の各社からの借入金の返済に1ポイントを1円分として使う事が出来る。
- 三井住友カード株式会社 - SMBCモビット[注 25][注 29][107]
- SMBCコンシューマーファイナンス株式会社 - プロミス

## CCCMKホールディングス株式会社のVポイント
前述した通り、CCCMKHDは、2024年4月22日にCCCMKHDが提供するTポイントの名称をVポイントに変更してサービスを開始した。
同年12月9日に、Vポイントサイトに於いて、LINEヤフー株式会社に登録したYahoo! JAPAN IDに加えて、V会員番号でもパーソナルコンピュータのウェブブラウザからログインする事が出来る様になった。

## 三井住友カード株式会社のVポイント
SMCCが発行する個人用のクレジットカード（独自ポイントが貯まる提携カードを除く）では、Vポイント又はわくわくポイントのいずれかを貯める事が出来るが、Vポイントと連携する事が出来るポイントは前者に限られる。
また、SMCCが株式会社三井住友銀行(SMBC)と提携し発行する「Oliveフレキシブルペイ」（ポイント払いモードを除く）及び「SMBCデビット」（2023年に新規の申込受付を停止）では、Vポイントを貯める事が出来るが、「SMBCデビット」では、キャッシュバックに変更する事も出来る。
なお、Vポイントと連携していない場合は、Vポイント規約に基づいてSMCCが運営する。但し、Vポイントと連携している場合は、ポイントサービス利用規約が適用される為、CCCMKHDがポイントサービスを提供する。

### 2001年開始のVポイント
Vポイントは、SMCCのポイントサービスの一つである。SMCCは、2001年に株式会社住友クレジットサービスから現在の商号に変更したが、これに伴い、同社が従来から発行していた「住友VISAカード」を「三井住友VISAカード」（現在の「三井住友カードVISA」）に変更し、ICカード（当時はスマートカードと呼称していた）での本格発行を開始した。これに合わせて、Vポイントを開始した。
SMCCが当時発行していた「三井住友VISAカード」の裏面には、Vポイントのロゴマーク（CCCMKHDが運営するVポイントのロゴマークとは異なる）が描かれていた。
ワールドプレゼント（個人用のクレジットカードは2020年にVポイントに変更）をVポイントに交換してICにダウンロードすると、Vポイント加盟店で支払に利用する事が出来た。このサービスは既に終了している。

### 2020年開始のVポイント
Vポイントは、SMCCのポイントサービスの一つである。2020年にSMCCが発行する個人用のクレジットカードのポイントサービスをワールドプレゼントからVポイントに変更した（独自ポイントが貯まる提携カードを除く）。
これに合わせて、同年にSMBCは、SMBCのポイントサービスをSMBCポイントからVポイントに変更した（SMBCのSMBCポイントパックは2023年に新規の申込受付を停止）。2022年にSMCCがSMBCと提携し発行する「SMBCデビット」（2023年に新規の申込受付を停止）の利用特典をキャッシュバックからVポイントの付与に変更した（キャッシュバックを継続する事も出来る）。
また、2022年にSMBCコンシューマーファイナンス株式会社(SMBCCF)、2023年にSMBC日興証券株式会社がそれぞれVポイントを採用している。
ワールドプレゼントではショッピング利用1000円毎に1ポイント貯まっていたが、Vポイントではショッピング利用200円毎に1ポイント貯まるように変更された。これに伴い、変更前に貯まっていたポイントは、ワールドプレゼント1ポイントをVポイント5ポイントとして自動的に移行された。
なお、Vポイントへの変更に伴い、SMCCが全日本空輸株式会社（ANA）と提携し発行する「ANAカード」の利用で貯まるポイントはANAマイレージ移行可能ポイント、「ANAカード」の利用以外で貯まるポイントは通常ポイントとなった。通常ポイントもANAが運営するANAマイレージクラブ（AMC）のマイレージに移行する事は可能である。但し、交換レートはANAマイレージ移行可能ポイントより劣る。

### 2024年改定のVポイント
Vポイントとの連携を可能とする為、2024年にサービスを改定した。
ポイントの有効期限をプラチナ（プラチナプリファード及び銀聯プラチナカードを含む）4年、ゴールド（プライムゴールド及びヤングゴールドを除く）3年、その他のカード2年からVポイントの有効期限と同じ仕組みに変更した（ANAマイレージ移行可能ポイントの有効期限に変更はない）。
また、ANAマイレージ移行可能ポイントをAMCのマイレージへの移行以外に利用する場合は、Vポイントへの交換手続が新たに必要となった。ANAマイレージ移行可能ポイント1ポイントをVポイント1ポイントに移行する事が出来るが、「ANA VISAプラチナ プレミアムカード」（「ANA VISAプラチナ スーパーフライヤーズ プレミアムカード」を含む）では2025年に交換レートの変更を予定している。
なお、Vポイントと連携した場合は、ANAマイレージ移行可能ポイントがストア限定Vポイントの一つとして扱われる事となった。

## スマートフォンアプリ
Vポイントに関連するアプリは、CCCMKHD及び提携先が提供している。但し、全てのアプリがモバイルVカードに対応している訳ではない。

### モバイルVカードに対応するアプリ
モバイルVカードに対応するアプリは、次の通りである。Googleが開発するAndroidを搭載するスマートフォン及びAppleのiPhoneに対応している（一部を除く）。
- Vポイントアプリ（CCCMKホールディングス株式会社）
- VポイントPay（三井住友カード株式会社）
- 三井住友カード Vpassアプリ（三井住友カード株式会社）
- 三井住友銀行アプリ（株式会社三井住友銀行）
- Vポイント×Shufoo!（CCCMKホールディングス株式会社）
- TSUTAYAアプリ（カルチュア・コンビニエンス・クラブ株式会社）
- ファミマのアプリ「ファミペイ」（株式会社ファミリーマート）
- ウエルシアグループアプリ（ウエルシア薬局株式会社）
- コクミンアプリ（株式会社コクミン）
- マルエツチラシアプリ（株式会社マルエツ）
- オートバックス（株式会社オートバックスセブン）
- 吉野家公式アプリ（株式会社𠮷野家）
- すかいらーくアプリ（株式会社すかいらーくホールディングス）
- ロッテリア公式アプリ（株式会社ロッテリア）
- DRUGユタカアプリ（株式会社ユタカファーマシー）
- エディオンアプリ（株式会社エディオン）
- 東武ストアアプリ （株式会社東武ストア）
- JA全農Aコープ アプリ(東日本エリア) （JA全農Aコープ株式会社）
- JA全農Aコープ アプリ(近畿・東海エリア) （JA全農Aコープ株式会社）
- 石川県Aコープ アプリ(ジャコム石川) （株式会社ジャコム石川）
- ドラッグストアmacアプリ（株式会社大屋）
- リウボウストアアプリ（株式会社リウボウストア）
- ヤスサキアプリ （株式会社ヤスサキ）
- PayPay （PayPay株式会社）
- LINE（LINEヤフー株式会社）
- スマートレシート（東芝テック株式会社）
- COLOR STUDIO・MASAYA アプリ（株式会社MASAYA）
- Samsung Wallet（삼성전자주식회사）

## CCCMKホールディングス株式会社のアプリ

### Vポイントアプリ
Vポイントアプリは、CCCMKHDが提供するアプリの一つである。
2011年にTサイトアプリ及びTポイントアプリとしてそれぞれ提供を開始し、2014年に両アプリを統合する形でTサイトアプリをTポイントアプリに変更、2024年に現在の名称に変更した。
2025年にVキセカエに対応した。

#### Vキセカエ
Vキセカエは、Vポイントアプリのホーム画面を変更する事が出来るサービスである。Vポイントアプリ以外のアプリには対応していない。
キャラクターVポイントカードは発行手数料が必要となるものの、ポイントカードそのものは無料で発行されるが、VキセカエはVポイント又はクレジットカードで購入する必要がある。但し、一部のVキセカエは、無料で入手する事が出来る。
- FREE （VポイントBlue、代官山 蔦屋書店_SHARE LOUNGE、代官山 蔦屋書店、蔦屋書店 枚方店（TSUTAYA1号店））
- TVアニメ『進撃の巨人』[145][147]
- SPY×FAMILY[145][147]
- ドラゴンボールDAIMA[145][147]
- TVアニメ『僕のヒーローアカデミア』[145][147]
- 【推しの子】[145][147]
- 学園アイドルマスター[148]
- 〈物語〉シリーズ[149]
- 水戸ホーリーホック[150]
- 福井ブローウィンズ[151][152]
- ドクターイエロー[153][154]
- 新幹線[153]
- NARUTO -ナルト- 疾風伝[155]
- TVアニメ「らんま1/2」[156]
- Vポイント×SMBC レディスゴルフトーナメント2025大会[157]
- アルバルク東京[158]
- LDH LIVE-EXPO 2024[159]
- カードキャプターさくら[160]
- Re:ゼロから始める異世界生活[161]
- ソードアート・オンライン[162]
- アニメ「ぼっち・ざ・ろっく!」[163]
- BORUTO-ボルト- NARUTO NEXT GENERATIONS[164]
- TVアニメ『WIND BREAKER』[165]
- TVアニメ「TO BE HERO X」[166]
- プリンセッション・オーケストラ[167]
- クラシック★スターズ[168]
- 七つの大罪 黙示録の四騎士[169]
- 𠮷野家[170]
- 水戸ホーリーホック スーツキセカエ[171]
- TVアニメ『うる星やつら』[172]
- TVスペシャルアニメ『五等分の花嫁∽』[173]
- 大原櫻子[174]
- TSUTAYA CREATORS' MARKET Vol.1[175]
- 日立柏レイソル[176]
- マイカラーデザイン[177]
- TVスペシャルアニメ『五等分の花嫁＊』[178]

### Vポイント×Shufoo!
Vポイント×Shufoo!は、CCCMKHDが提供するアプリの一つである。
2013年にTポイント×Shufoo!として提供を開始し、2024年に現在の名称に変更した。
株式会社ONE COMPATHが提供するShufoo!を元にしたアプリであるが、同社が運営するシュフーポイントでなくVポイントが貯まる等の違いがある。アプリでチラシや動画を閲覧するとVポイントを貯める事が出来る。

## 三井住友カード株式会社のアプリ

### VポイントPay
VポイントPayは、SMCCが提供するアプリの一つである。SMCCが提供する三井住友カード Vpassアプリとは異なるが、Vポイントと連携すれば、同アプリと同様にモバイルVカードを利用する事が出来る。
2021年に「Vポイント」アプリとして提供を開始し、2024年に現在の名称に変更した。「Pay」と称している通り、電子決済（モバイル決済）を利用する事が出来るが、QRコード決済には対応していない。また、CCCライフパートナーズ株式会社が運営するVマネーやVisaが展開するV PAYとは異なる。
アプリでVisaブランドのバーチャルプリペイドカードを発行すると、電子商取引で利用する事が出来る。また、iOSの場合はウォレット、Androidの場合はGoogle ウォレットに追加すると、Visaのタッチ決済及びiDを利用する事が出来る。
VポイントやVポイントPayギフトでチャージする事が出来る。Vポイントをチャージするには、SMCCのVpass ID、SMBCの普通預金口座、ポイントカードのいずれかを使用してVポイントと連携する必要がある（連携するとモバイルVカードを利用する事も出来る）。SMBCCFのVポイントはSMBCCFが提供するアプリ、SMBC日興証券のVポイントは同社の日興イージートレードからポイント交換する事が出来る。また、本人確認すると、銀行Pay（SMBCの普通預金口座に限る）やクレジットカード・デビットカード・プリペイドカード（Visa又はMastercardに限る）でチャージする事も出来るようになる（SMCCが発行するプリペイドカードや「Oliveフレキシブルペイ」のポイント払いモードを除く）。
毎月初日から末日までの利用金額の合計に対して、0.25%分が翌月に残高へチャージされる。但し、ポイント連携及びID連携している場合は、Vポイントが加算される。

#### VポイントPayギフト
VポイントPayギフトは、SMCCが発行するギフトである。2021年にVポイントギフトとして開始し、2024年に現在の名称に変更した。
アプリにギフトコードを入力又はアプリでQRコードを読み取ると、チャージする事が出来る。
SMCCの定期払いチャンスを利用している場合は、抽選に当たれば入手する事が出来る。また、これ以外に、キャンペーン等で配布される場合もある。

#### Oliveフレキシブルペイとの関係
「Oliveフレキシブルペイ」と連携すると、「Oliveフレキシブルペイ」をポイント払いモードで利用する事が出来る。但し、「Oliveフレキシブルペイ」（クレジットモード専用カード番号を除く）をiOSの場合はウォレット、Androidの場合はGoogle ウォレットに追加してiDを利用した場合は、支払いモードに拘わらず、デビットモードでの支払となる。

## 加盟店
Tポイントを取り扱っていた加盟店（15万店舗）は、Vポイントを取り扱う事が出来る為、これらを含む約16万店舗で利用する事が出来る。

### 2024年取扱開始
- 株式会社ゼンショーホールディングス（株式会社すき家・株式会社なか卯・株式会社ロッテリア[注 33]・株式会社はま寿司・株式会社ココスジャパン・株式会社ビッグボーイジャパン・株式会社ジョリーパスタ・株式会社華屋与兵衛・株式会社TAG-1・株式会社かつ庵・株式会社久兵衛屋・株式会社善祥カフェ）[2][196][197]
- 株式会社丸善ジュンク堂書店[2][198][注 34]
- 株式会社グルメ杵屋[2][200]
- 株式会社タカハシ[2][201]
- 株式会社GANKO[2][202]
- 株式会社精文館書店[2][203][注 35]
- 東神実業株式会社[2][204]
- 株式会社チッタエンタテイメント[2][205]
- 株式会社沖縄テクノクリエイト[2][206]
- 株式会社紀伊國屋書店[2][207]
- 株式会社好日山荘[2][208]

### 2025年取扱開始
- 株式会社ストリーム[209]
- ディープラス株式会社[210]
- 上新電機株式会社[2][211]
- 株式会社ヴィア・ホールディングス[212]
- 株式会社ゼンショーホールディングス （株式会社オリーブの丘）[213]
- サントリービバレッジソリューション株式会社[214]
- Hopper, Inc.[215]
- 株式会社平田牧場[216][217]
- 株式会社EPARKリラク&エステ[218][219]
- 株式会社アミノ[220]
- 株式会社あさくま[221]
- 株式会社田谷[222]
- 株式会社薬王堂[223]
- 株式会社セントラルパーク[224]
- 藤丸株式会社[225]
- 株式会社セイザン[226]
- 株式会社トマトアンドアソシエイツ[227]

上記の外、2024年に株式会社セブン&アイ・ホールディングス、株式会社くすりの窓口、株式会社タニタヘルスリンク、2025年に株式会社みなと銀行、ジオフラ株式会社らがそれぞれ取扱を開始している（いずれもポイント交換のみ）。

## ビバすけ
ビバすけは、SMCCのキャラクターの一つであり、SMCCの商標である。ビーバーをモチーフとしている。
アメリカ合衆国カリフォルニア州出身。ビバパパ（パパ）、ビバママ（ママ）、ビバミちゃん（妹）の家族構成である。また、ミドすけと仲良しである。
SMCCのVポイントキャラクターとして2021年に誕生したが、TポイントからVポイントへの変更に伴い、SMBCグループのさまざまな紹介をしていく事がSMCCのXアカウントで明らかにされた。

## 主催・協賛するスポーツ・イベン ト

### Vポイント presents ツタロックフェス
ツタロックフェスは、CCCミュージックラボ株式会社及びライブマスターズ株式会社が主催するロック・フェスティバル（ロックフェス）である。2023年は「ツタロックフェス2023 supported by Tポイント」として開催したが、2024年はTポイントからVポイントへの変更に先駆けて「Vポイント presents ツタロックフェス2024」として開催した。
- Vポイント presents ツタロックフェス2024 （2024年3月23日 - 24日）[240][241]
- Vポイント presents ツタロックフェス2025 （2025年3月22日 - 23日）[242][243]

### Vポイント×SMBC レディスゴルフトーナメント
2019年から2023年まで（2020年は中止）は「Tポイント×ENEOS ゴルフトーナメント」として開催したが、2024年はTポイントからVポイントへの変更に先駆けて「Vポイント×ENEOS ゴルフトーナメント」として開催した。2025年は「Vポイント×SMBC レディスゴルフトーナメント」として開催した。

### 柏レイソル
柏レイソルのクラブスポンサーであり、CCCMKHDが協賛し、Vポイント サンクスマッチを開催している。
- 2024年5月6日 - 明治安田J1リーグ第12節・鹿島アントラーズ戦[253]
- 2025年6月21日 - 明治安田J1リーグ第21節・京都サンガF.C.戦[254]

## トラブル

### 2024年

#### 4月22日 - 23日
- SMCCは、4月22日にVポイントとの連携を開始したが、稼働確認の名目で同日に一部の機能を停止し、翌23日に再開した[255][256][257]。
- 4月22日から23日に掛けてVポイントアプリ又は他社が提供するアプリに於いて、モバイルVカードが表示不安定となった。Vポイント公式Xアカウントに拠れば、アクセス集中を理由としている[258]。この為、当該期間に貯める事が出来なかったVポイントについては、所定の問合せフォームに於いてレシートを添付した上で申請すると、後日付与する対応を採った[256][257]。